# Ріца
Ріца (Велика Ріца, груз. რიწა, абх. Риҵа) — гірське озеро льодовиково-тектонічного походження у Ґудаутському муніципалітеті Абхазької Автономної Республіки Грузії.

## Географія
Озеро розташоване на висоті 950 м над рівнем моря в басейні річки Бзіпі, у лісистій ущелині річок Лашпсе та Юпшари, на схід від Гагрського хребта. Гори, що оточують озеро, мають висоту 2200-3200 метрів. Площа — 1,27 км², довжина — 2,5 км, ширина — від 270 до 870 метрів. Середня глибина становить 63 м, найглибше місце — 131 м. Живлення дощове та снігове, сезонні коливання рівня води складають 2—3 м. Середня температура води на поверхні озера вище 10 °C (з кінця червня по жовтень), найбільша — 17,6 °C (серпень), в зимовий період (у лютому) середня температура становить +3,8 °C.
Ріца замерзає в холодні зими. Тоді майже вся поверхня озера покривається льодом товщиною 1-5 см. В особливо сніжні зими покрив снігу в районі Ріци досягає 7-11 м, але зазвичай не перевищує 2-3 м[джерело?].
Колір водяного дзеркала змінюється за порами року. Причиною цього є різна ступінь прозорості вод впадаючих річок та розвиток мікроскопічних водоростей — фітопланктону у самій водоймі. Весною та влітку переважає зелено—жовтий колір води, восени та взимку — холодний синьо-блакитний.
В озері водиться форель, акліматизований сиг.
Неподалік знаходиться озеро Мала Ріца площею 0,2 км².

## Туристичний об'єкт
Мальовнича природа озера зробила його одним із головних туристичних об'єктів Абхазії.
Крім того, на узбережжі озера знаходяться дачі радянських діячів — Сталіна та Брежнєва. На дачах збереглися історичні меблі та предмети інтер'єру. Проводяться екскурсії.
Озеро та прилеглі території відносяться до Ріцинського заповідника.

## Галерея

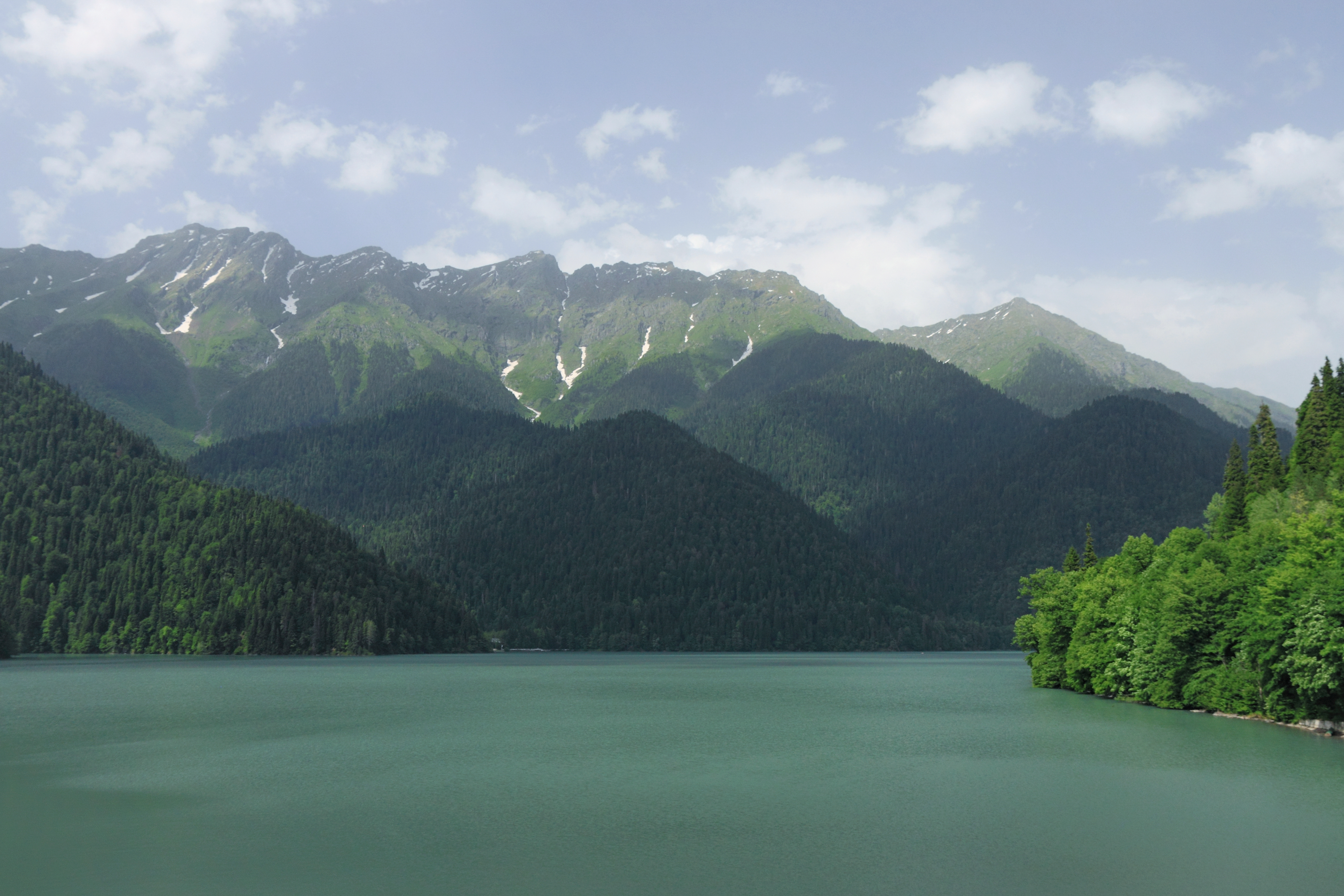
Вид на озеро Ріца з південно-західної сторони
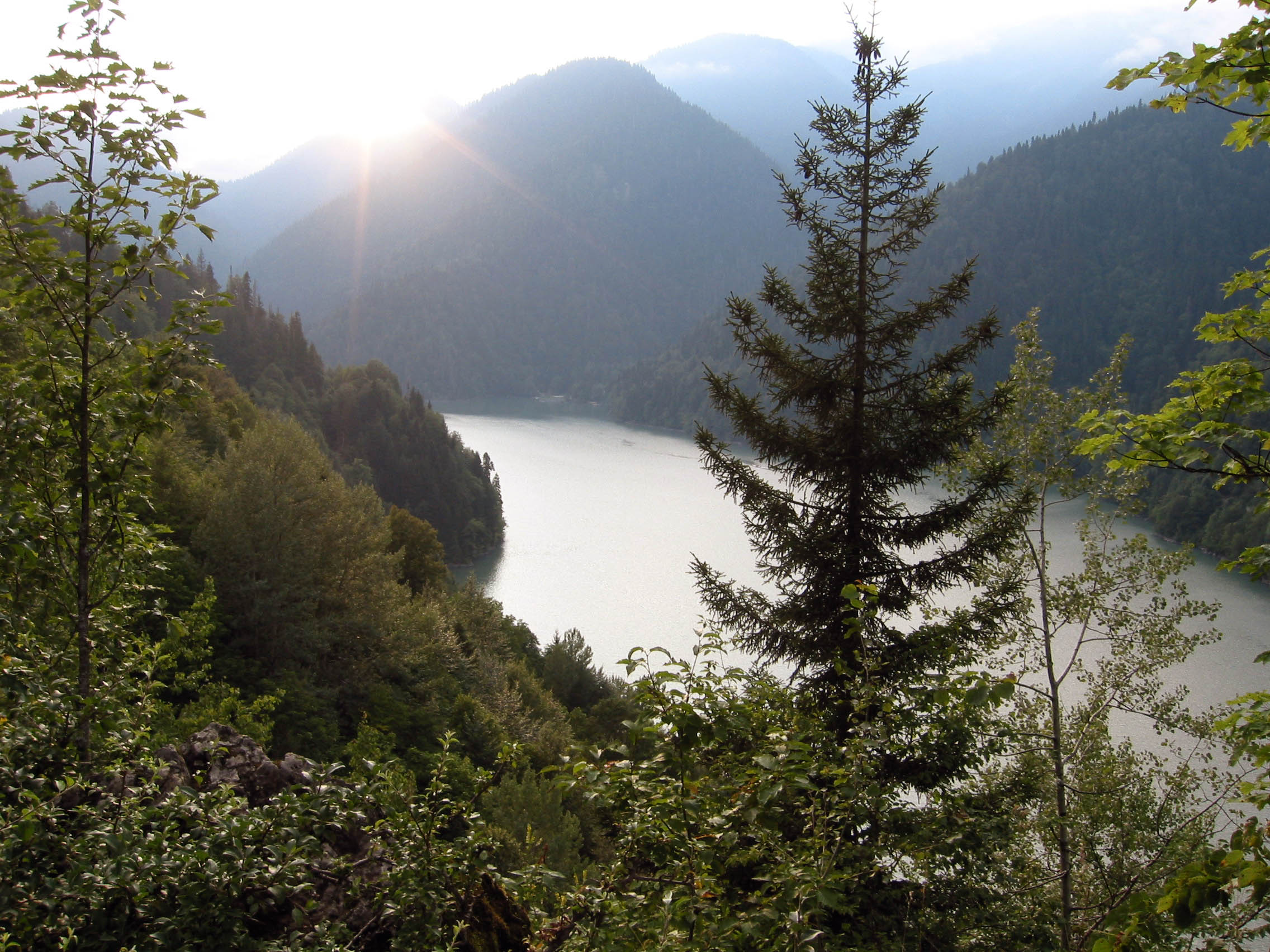
Озеро Ріца
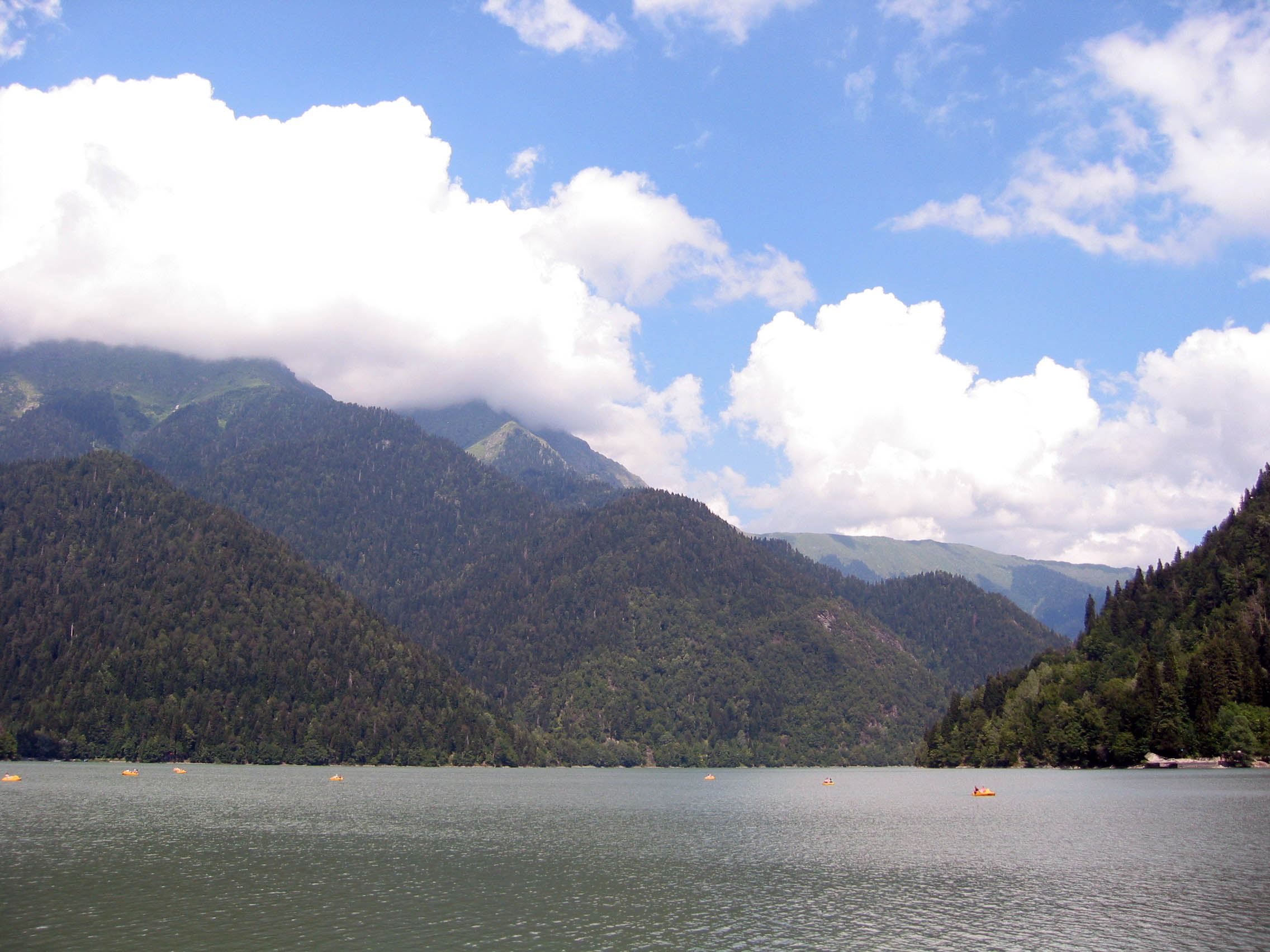
Туристи на катамаранах на Ріца
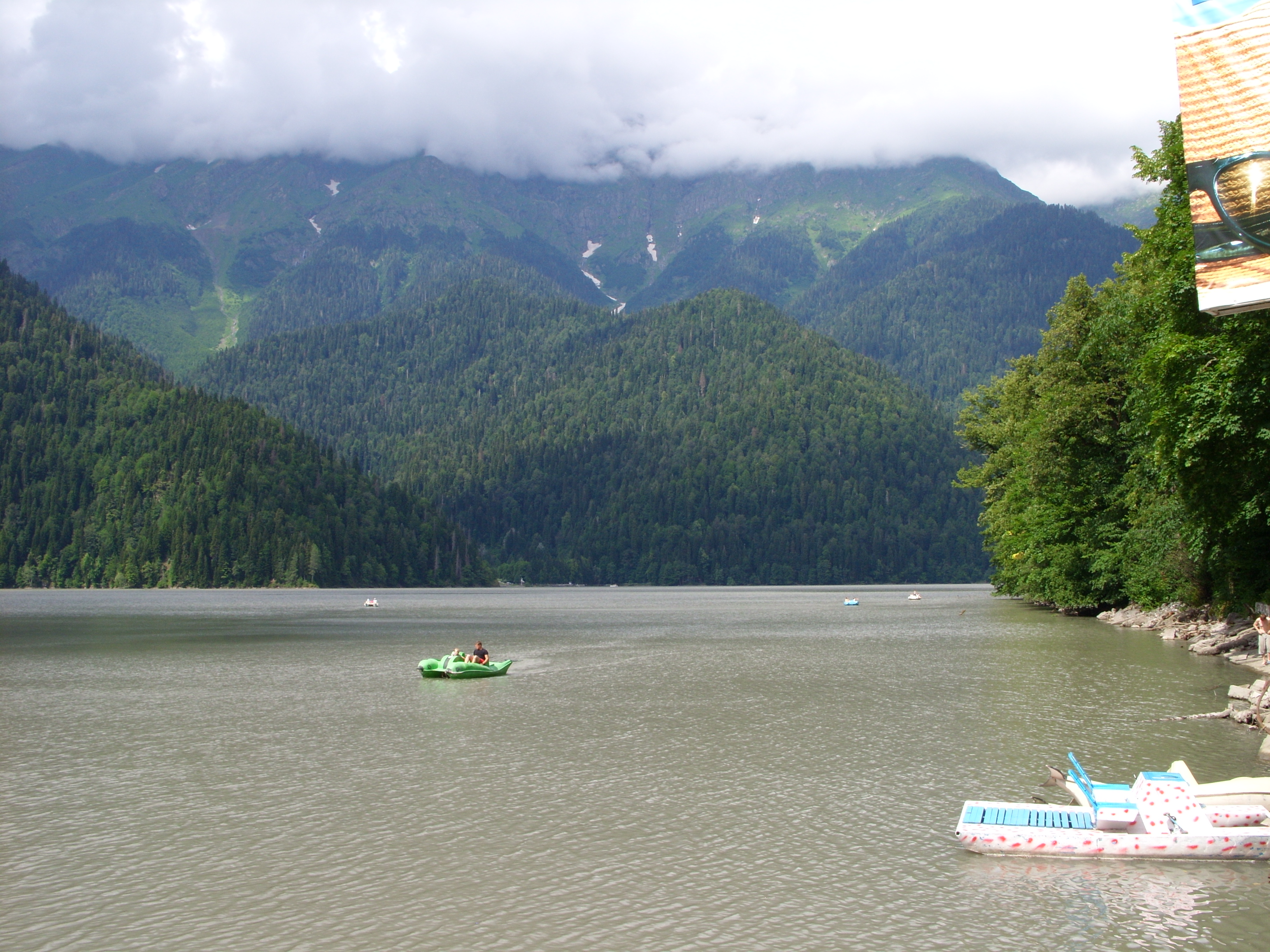
Ріца
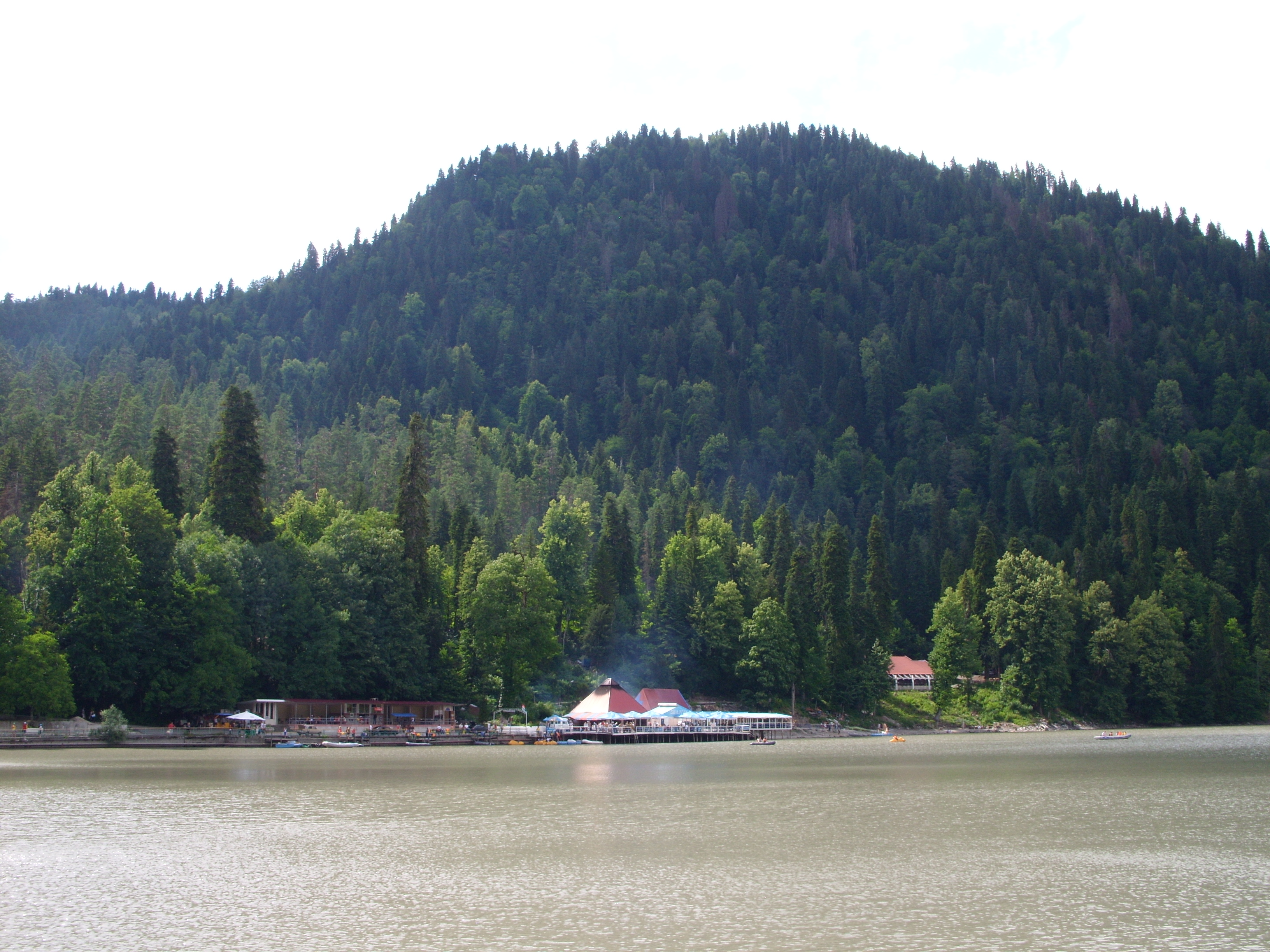
Ріца
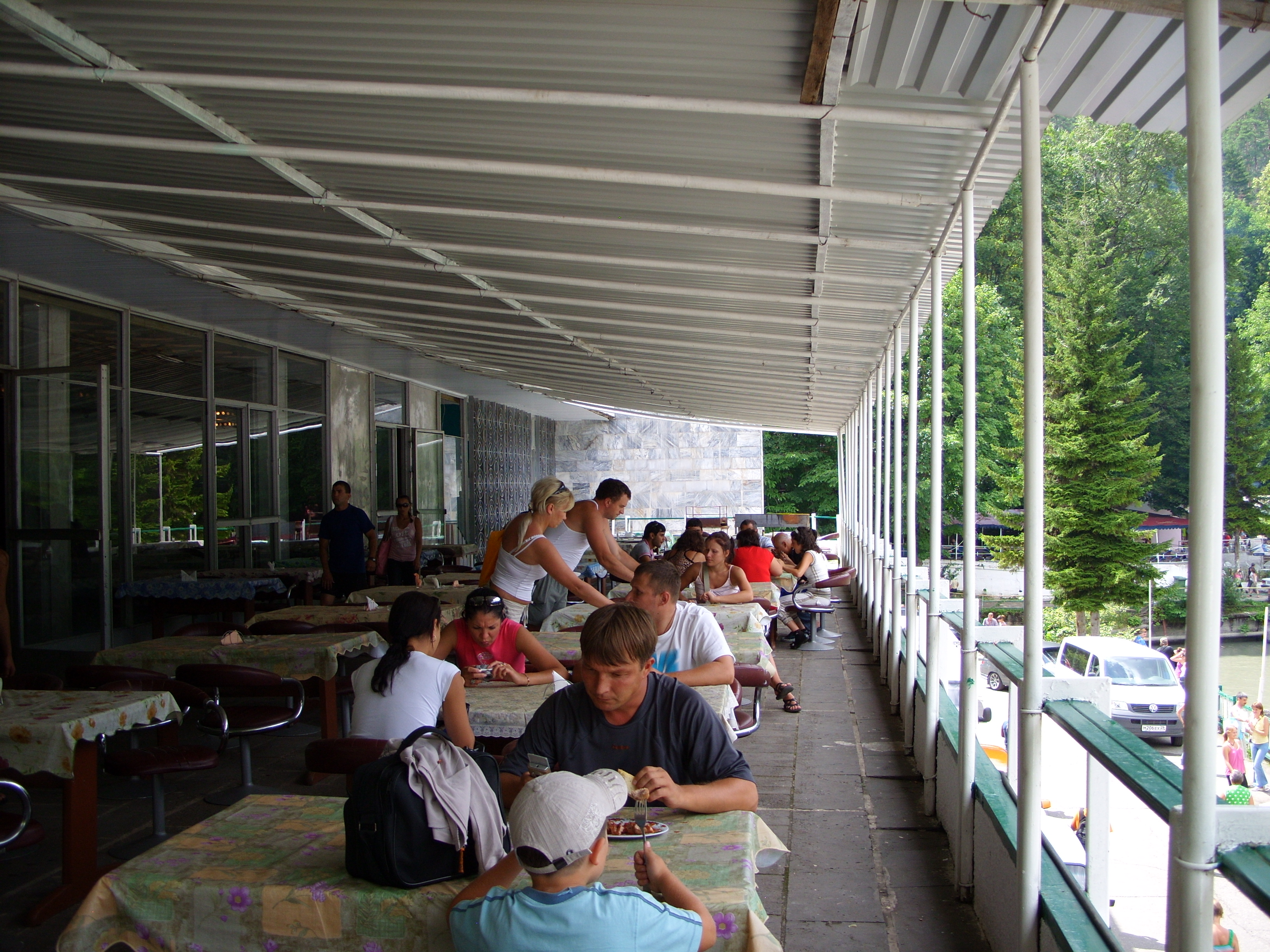
У кав'ярні над озером
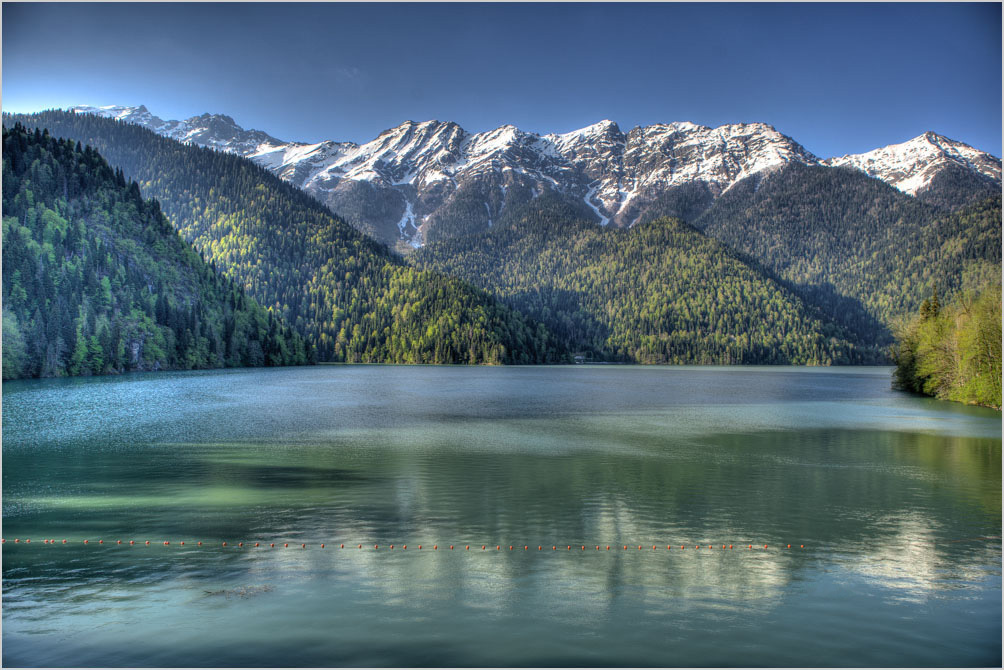
Озеро Ріца (2013 рік)